# Bahía de la Anunciación

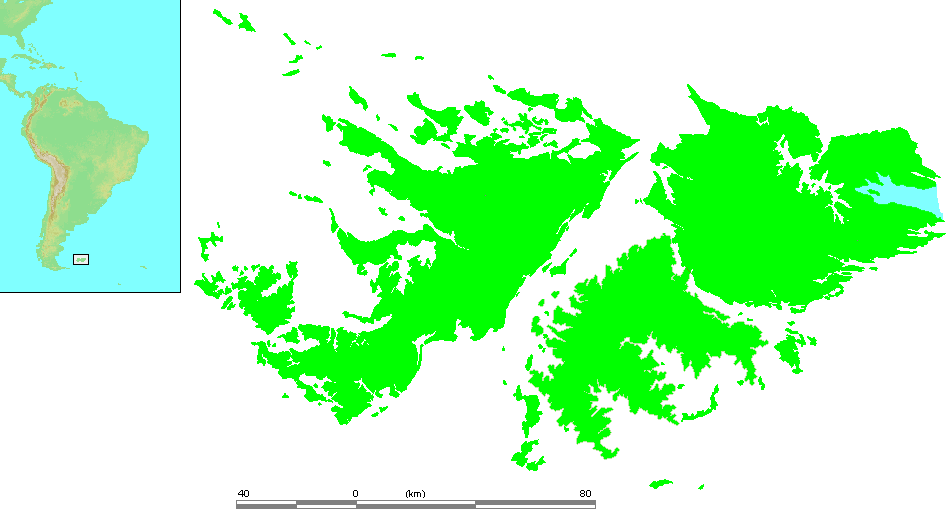
Ubicación de la bahía en las islas Malvinas.

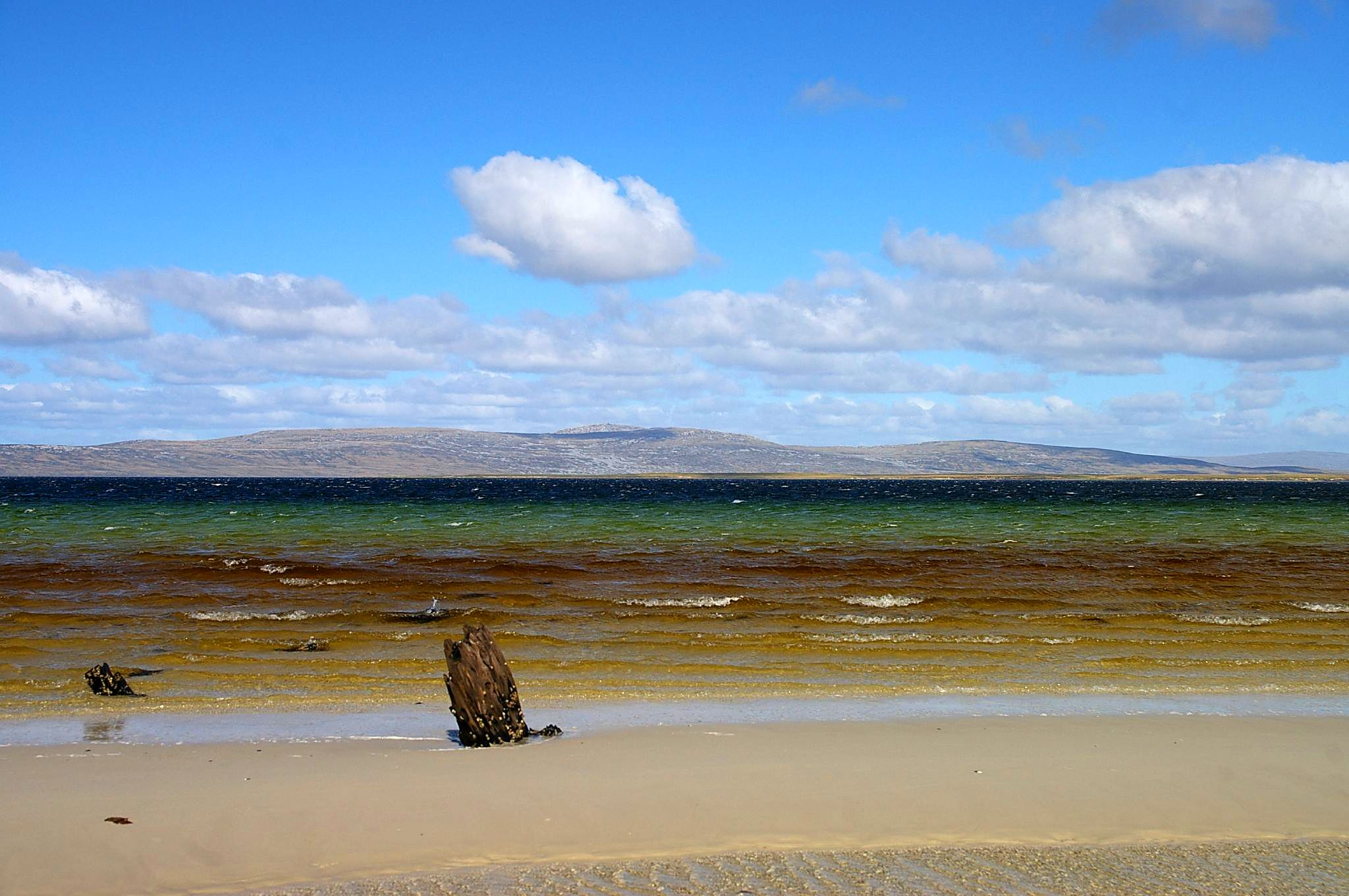
La bahía con las Alturas Rivadavia al fondo.

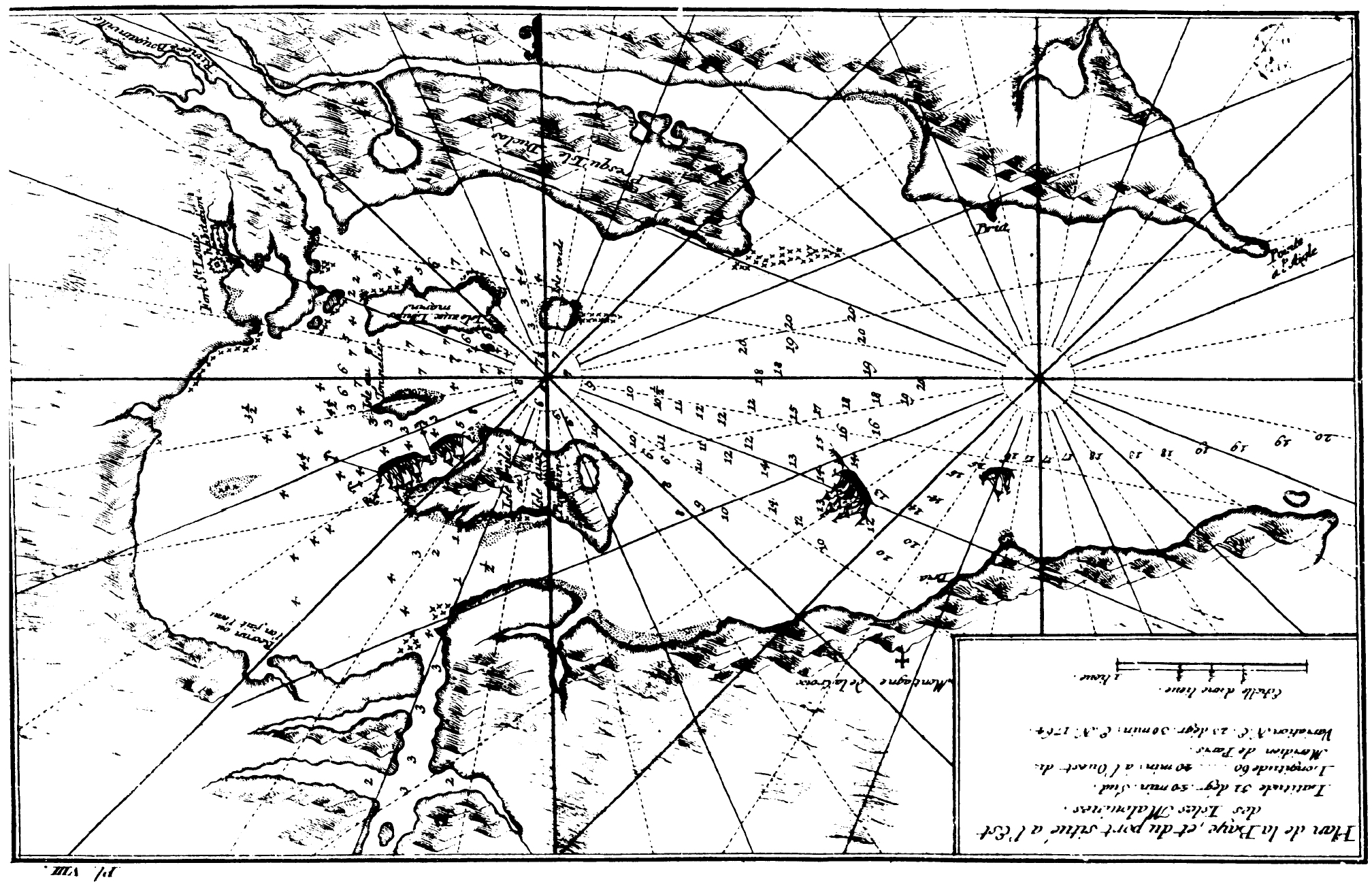
Antiguo mapa de la bahía (Dom Pernety, 1769)

Bahía de la Anunciación (en francés: Baye Accaron, en inglés: Berkeley Sound) es una entrada o fiordo en el noreste de la Isla Soledad en las Islas Malvinas. Este seno fue el sitio donde se desarrollaron los primeros intentos de colonización de las Islas Malvinas, con el asentamiento de Puerto Soledad (Port Louis), por los franceses.
El seno tiene varias bahías más pequeñas dentro de ella: rada Ciervo, bahía Urania, bahía Puerto Louis y bahía del puerto Johnson, separados por punta Duclos (Grave para los británicos), e incluye islas como Chancho, Pájaros, Celebroña (una reserva natural) y Larga.
Actualmente, la bahía es utilizada por la industria pesquera en las islas funcionando como una localidad designada para el transbordo de pescado. Algunos derrames accidentales de petróleo han ocurrido en el proceso.

## Localidades en la bahía
- Puerto Soledad
- Green Patch
- Puerto Johnson
- Puerto Soledad Sur